# Црква Зачећа Светог Јована Претече у Пећкој Бањи
Црква Зачећа Светог Јована Претече је оскрњављена и запаљена црква у Пећкој Бањи, насељеном месту у општини Исток, на Косову и Метохији. Припадала је Епархији рашко-призренске Српске православне цркве.

## Архитектура цркве
Црква посвећена Зачећу Светог Јована Претече и Кума Божијег, изградила је 1998. године породица Рајовић. Црква је пројектована са основом у сложеном облику, у три целине, три звоника са правоугаоном базом, припратом и наосом у облику развијеног уписаног крста у комбинацији са триконхосаом и олтарским простором.
Основа развијеног уписаног крста цркве није потпуна зато што са источне стране има скраћени травеј који се одмах наставља на простор централне апсиде, проскомидије и ђаконикон са обе стране. Звоници су у основи отворени на четири стране и спојени таваничном плочом галерије. Аутори пројекта су Љубиша и Радомир Фолић. Храм је живописао Драгомир Јашовић, иконописао Павле Аксентијевић, мозаик урадио Здравко Вајагић, полијелеј и крстове израдио Бане Ракалић. Звона су изливена у Ливници „Поповић“.

## Разарање цркве 1999. године
Црква је оштећена и са унутрашње стране паљена од стране албанских екстремиста, након доласка италијанских снага КФОР-а.